# Старые Матаки
Старые Матаки (чув. Кивĕ Матак) — село в Алькеевском районе Татарстана. Административный центр Староматакского сельского поселения.

## География
Находится в южной части Татарстана на расстоянии приблизительно 4 км по прямой на юго-запад от районного центра села Базарные Матаки у речки Актай.

## История
Основано в 1670-х годах. Упоминалось также как Рождественское, Средний Матак. В начале XX веке действовала Христо-Рождественская церковь.

## Название
Слово Матак в чувашском языке означал грузило , гирю (выточенный камень) для весов и безмен, хвост невода, пуговицы гирьки.  Так как Старые Матаки возникло на фоне Базарных Матак то слово Матак использовалось так же для этого выселка с добавлением слова Средние. Так как Старые Матаки возникло на фоне Базарных Матак то слово Матак использовалось так же для этого выселка с добавлением слова Средние. Слово Матак в чувашском так же имеет несколько диалектных значений: 1) Матак - это кость надкопытного сустава ноги барана употребляемая для игры в "кости"; в русском козон, козонок, то же что альчик, (асычки, асык). 2) Матак это балка, перекладина, брус, матица. 3) Матак - от русского Мотыга.
Схожие названия чувашских поселений: Матаки, Ганькин Матак, Сухарь Матак, Базарные Матаки, Верхние Матаки. 

## Население
Постоянных жителей было: 
в 1782 — 123 души мужского пола, 
в 1859 — 733, 
в 1908 — 1538, 
в 1920 — 1573, 
в 1926 — 1248, 
в 1938 — 929, 
в 1949 — 707, 
в 1958 — 650, 
в 1970 — 670, 
в 1979 — 586, 
в 1989 — 456, 
в 2002 — 396 (чуваши 86 %), 
в 2010 — 388 